# 博尤克肖爾湖
40°27′02″N 49°53′15″E / 40.45056°N 49.88750°E
博尤克肖爾湖，是阿塞拜疆的湖泊，位於阿普歇倫半島，長10公里、寬2公里，面積16.2平方公里，是該國第二大湖泊，平均水深2.4米，最大水深4.2米。